# Elisabeth Jerichau-Baumann

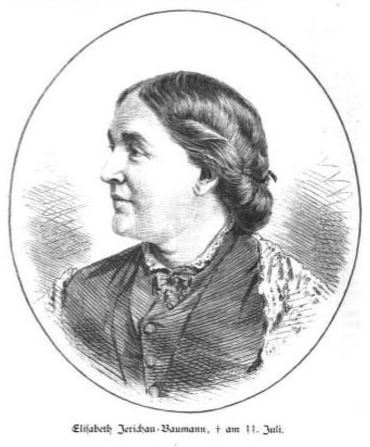
Elisabeth Jerichau-Baumann

Elisabeth Jerichau-Baumann (* 21. November 1819 in Warschau, Russisches Kaiserreich; † 11. Juli 1881 in Kopenhagen) war eine deutsch-dänische Malerin der Düsseldorfer Malerschule.

## Leben
Anna Maria Elisabeth Lisinska Baumann, Tochter deutscher Eltern, wurde im außerhalb Warschaus gelegenen Sommerferienort Jolibord geboren und wuchs hier und in Danzig, der Heimat der Mutter, auf. Ihr Vater Philip Adolph Baumann (1776–1863) war ein deutscher Kartenmacher in Warschau, die Mutter hieß Johanne Frederike, geborene Reyer (1790–1854). Ihre Schwester war die Warschauer Alt-Sängerin Rosa Baumann.
1838, mit neunzehn Jahren, kam Elisabeth Baumann nach Düsseldorf, nachdem sie zuvor von Julius Hübner d. Ä. in Berlin mangels Talent als Schülerin abgelehnt worden war. Bis 1845 bildete sie sich als erste Privatschülerin bei Karl Ferdinand Sohn und Hermann Stilke in Düsseldorf zur Bildnis- und Historienmalerin aus. Auch durch Theodor Hildebrandt, Carl Friedrich Lessing und Wilhelm von Schadow wurde sie betreut. Bereits 1840 zeigte sie ihr erstes Gemälde, Kirchgang einer Braut. Weiteren Erfolg hatte sie 1842 mit dem Gemälde Die Heilige Caecilie sowie 1844 mit den durch die polnischen Aufstände angeregten und unter Leitung von Carl Ferdinand Sohn entstandenen Bildern Die polnische Mutter mit ihren Kindern (erworben von Graf Atanazy Raczyński in Berlin) und Die Polenfamilie auf den Trümmern ihres Hauses (erworben von Lord Lansdowne in London). Thematisch schloss sie sich damit einer sozialkritischen Tendenz an, wie sie auch in dem im selben Jahr entstandenen Gemälde Die schlesischen Weber von Carl Wilhelm Hübner oder Arbeiter vor dem Stadtrat, 1848, von Johann Peter Hasenclever, anklingt.

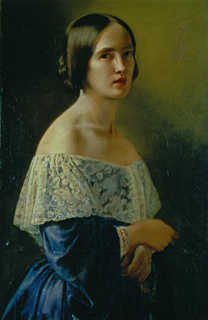
Elisabeth Jerichau-Baumann: Selbstbildnis, 1848
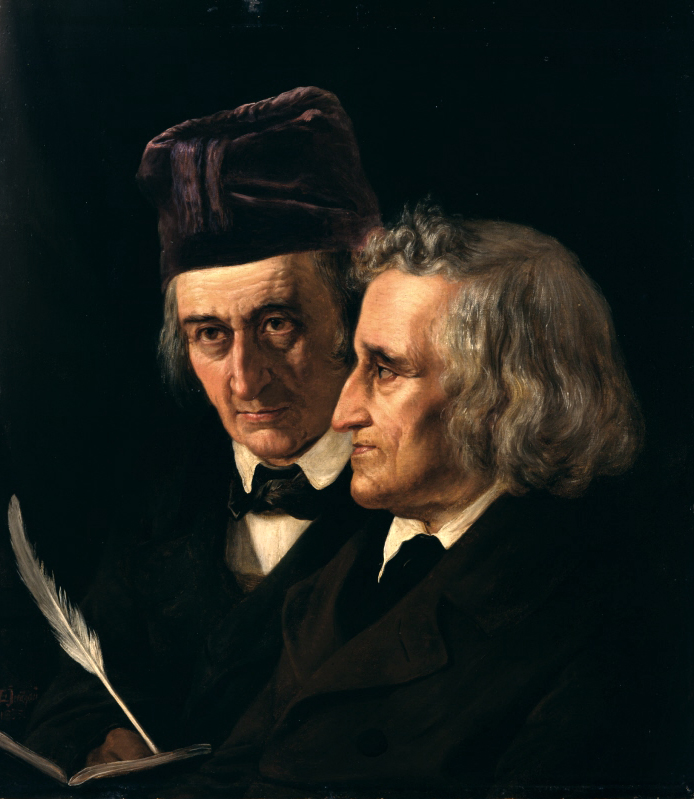
Elisabeth Jerichau-Baumann: Die Gebrüder Grimm, 1855
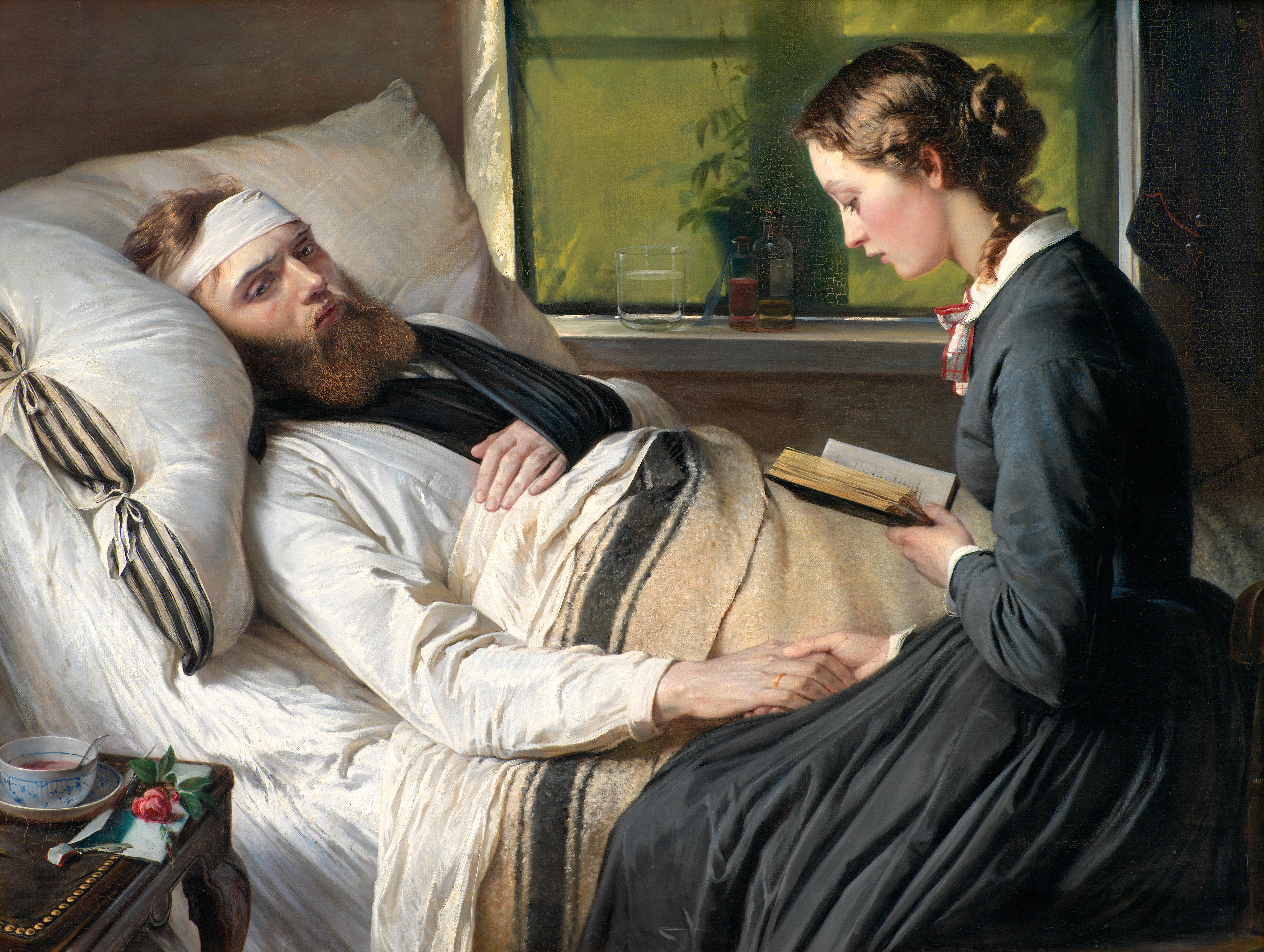
Elisabeth Jerichau-Baumann: Der verwundete Soldat, 1865
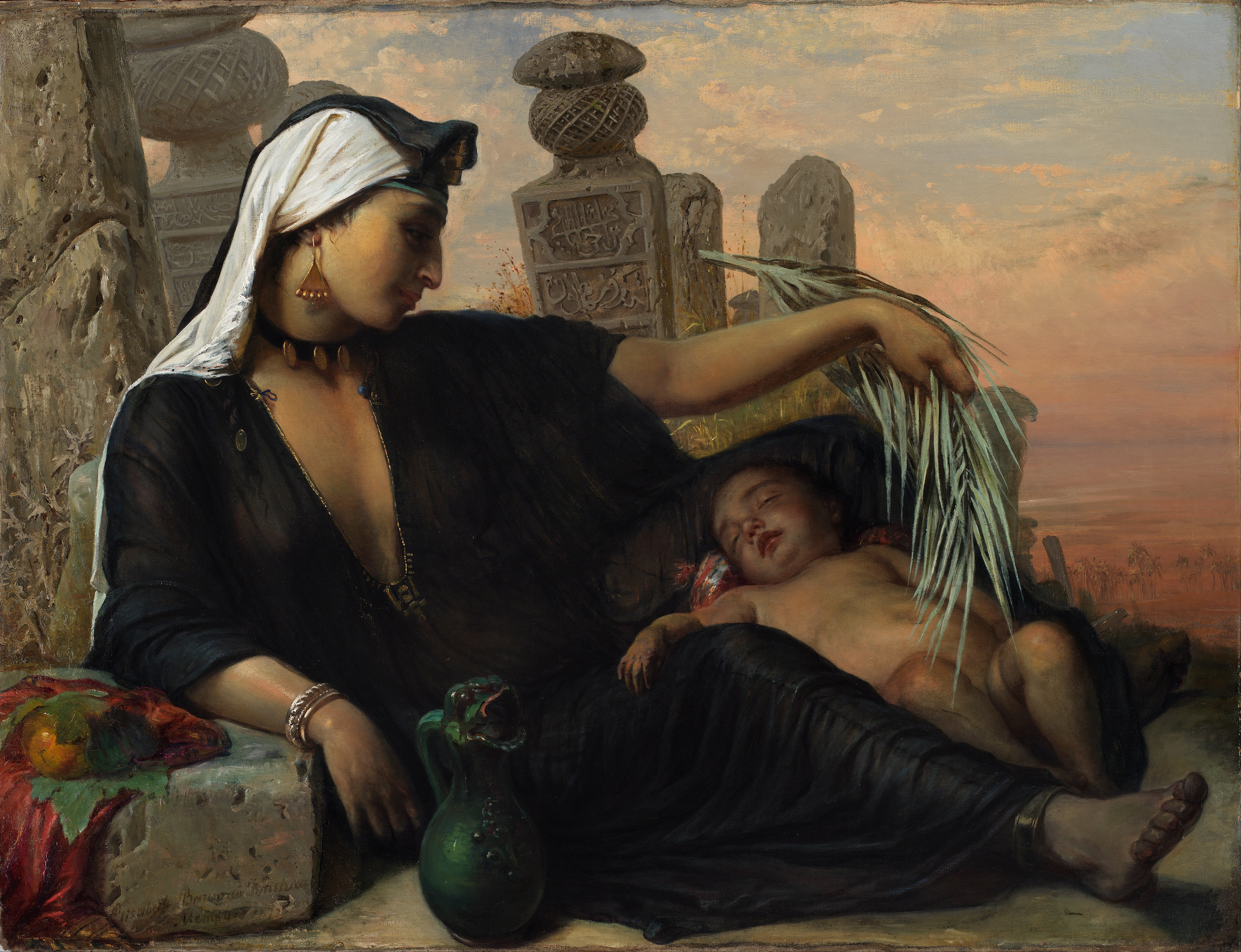
Elisabeth Jerichau-Baumann: Eine ägyptische Fellachenfrau mit ihrem Baby, 1872
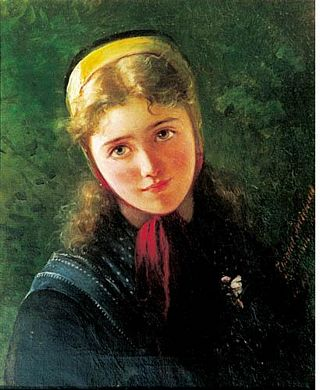
Elisabeth Jerichau-Baumann: Mädchen mit einer Haube, 1879

1845 erfüllte sie sich ihren größten Wunsch und ging nach Rom, wo sie ihren Mann, den dänischen Bildhauer Jens Adolf Jerichau kennenlernte und 1846 dort heiratete. Wenn das Künstlerpaar nicht auf Reisen war, verbrachte sie viele Stunden am Tag in ihrem Studio. Sie malte mit Vorliebe Bilder aus dem Volksleben Roms und war besonders begeistert von der Thematik des italienischen Karnevals.
1849 folgte sie ihrem Gatten nach Dänemark, wo er eine Professur an der Königlich Dänischen Kunstakademie erhielt. 1851 kam ihr Sohn Harald Jerichau auf die Welt. Durch ihren internationalen Hintergrund und insbesondere als Deutschstämmige hatte Jerichau-Baumann im Dänemark der Jahrhundertmitte einen schweren Stand, da der Schleswig-Holsteinische Krieg von 1848 bis 1851 das Verhältnis zu Deutschen schwer belastete. Erst mit der malerischen Thematisierung von Kriegserfahrung gelang es Elisabeth Jerichau-Baumann offizielle Anerkennung zu gewinnen. Elisabeth Jerichau-Baumann war zwar sehr produktiv und malte zahlreiche Porträts, wie das der Brüder Grimm, welches als Vorlage für den 1.000-Mark-Schein der vierten und letzten Serie der Deutschen Mark diente. Hierzu korrespondierte sie mit Herman Grimm, Sohn des Wilhelm Grimm. Auch porträtierte sie bedeutende Dänen, wie die Schauspielerin Johanne Luise Heiberg und die dänische Königsfamilie des Christian IX. mit Königin Louise von Dänemark (1817–1898) und deren Töchtern. Doch trotz dieser königlichen Schirmherrschaft blieb die dänische Kunstwelt ihrerseits unterkühlt und die Königliche Gemäldesammlung zeigte nur eines ihrer Bilder: Das Bild Der verwundete Soldat wurde 1866, auf ihre Empfehlung an den Kultusminister, für die Königliche Sammlung angekauft. Eine Bestätigung als Malerin in Dänemark, die sie ersehnt hatte, erhielt sie nicht zu ihren Lebenszeiten, hatte jedoch großen Erfolg im Ausland mit mehreren großen Ausstellungen in verschiedenen europäischen Städten. Als einzige Malerin war sie 1851 in der Ausstellung der Düsseldorfer Malerschule der Düsseldorf Gallery in New York vertreten.
In den Jahren 1869 bis 1870 reiste Elisabeth Jerichau-Baumann mehrfach in den östlichen Mittelmeerraum und in den Nahen Osten, und erneut 1874 bis 1875 von ihrem Sohn Harald begleitet. Elisabeth erhielt Zugang zu den Harems des Osmanischen Reichs, 1869 wurde ihr der Zugang zu dem Harem von Mustafa Fazil Pascha gewährt und sie konnte die orientalischen Kulissen des Haremslebens aus eigener Anschauung malen. Sie stellte meist lebensgroße Figuren dar, wie Griechischer Hirt am Parthenon oder romantisierende Darstellungen ägyptischer Frauen im Harem.

## Familie
Jens Adolf und Elisabeth Jerichau hatten neun Kinder, von denen zwei im Kindesalter starben. Anerkannte Maler wurden Harald (1851–1878), der an Malaria und Typhus bald nach seiner Reise mit der Mutter in den Nahen Osten verstarb, und Holger (1861–1900), der überwiegend impressionistische Landschaften malte. Die Malerin fand ihre letzte Ruhestätte auf dem Solbjerg Parkkirkegård in Frederiksberg, in dem auch ihr Ehemann bestattet ist.

## Werke (Auswahl)
- Danmark (Mutter Dänemark), 1851 (Ny Carlsberg Glyptotek, Kopenhagen), ausgestellt: Bismarck-Preußen, Deutschland und Europa, Deutsches Historisches Museum, Berlin 1990[6]
- Mutter Polen, 1857
- Sunday Evening, 1858 (Brighton and Hove Museums & Art Galleries)
- Verwundeter dänischer Soldat, 1865, Öl/Lwd., 107 × 142,5 cm; sign.: Elisabeth Jerichau 1865 (Kunstmuseum Kopenhagen)
- An Egyptian Fellah Woman with her Child, 1872, Öl/Lwd., 98,5 × 129,2 cm (Statens Museum for Kunst, Kopenhagen)
- Britannia, 1873, Öl/Lwd., 216 × 162 cm (Kunsten Museum of Modern Art, Aalborg)
- An Egyptian Pottery Seller near Gizeh, 1876–1878
- Italienerin (ARoS Aarhus Kunstmuseum)
- Isländisches Mädchen. In der schwarzen Nationaltracht u. schwarzer Haube mit der langen auf den Nacken fallenden Troddel, 1852, 64,5 × 54 cm (Boetticher, Nr. 11: Kunsthalle Hamburg, Vermächtnis N. Hudtwalcker 1863)
- Mädchenkopf, 1875, Öl/Lwd., 51 × 45 cm (Boetticher, Nr. 50: Museum Leipzig, Geschenk Hedwig von Holstein 1889)
- Jütische Mädchen in der Kirche, lebensgroß, Kniestück, 115 × 81 cm. – „Belle Viole!“ Veilchen darbietende italienische Kinder, 52 × 62 cm (Boetticher, Nr. 65 u. 66: Städt. Museum Danzig)

Bildnisse:
- Marie Sophie Friederike, Königin-Witwe von Dänemark, geb. Prinzessin von Hessen-Kassel, 1852, ausgestellt: akademische Kunstausstellung Dresden 1853, Weltausstellung Paris 1855[7]
- Johanne Luise Heiberg, Schauspielerin (1812–1890), 1852 (Landesmuseum für Kunst, Kopenhagen)
- Die Gebrüder Grimm, 1855; Öl/Lwd., 63 × 54 cm (Alte Nationalgalerie – Staatliche Museen zu Berlin)
- Sir John Bowring, Politiker (1772–1872), ausgestellt: Akademische Kunstausstellung Berlin 1870, Breslau 1871[8]
- Königin Olga von Griechenland, ausgestellt: Wien, Kunstausstellung der Weltausstellung 1873[9]
- Prinzessin Nazili Hanum, Stambul, 1875[10]
- Sophie, die Tochter der Künstlerin, ausgestellt: Königliche Akademie der Künste, Berlin 1878
- Levin Schücking, Schriftsteller (1830–1895)[11]

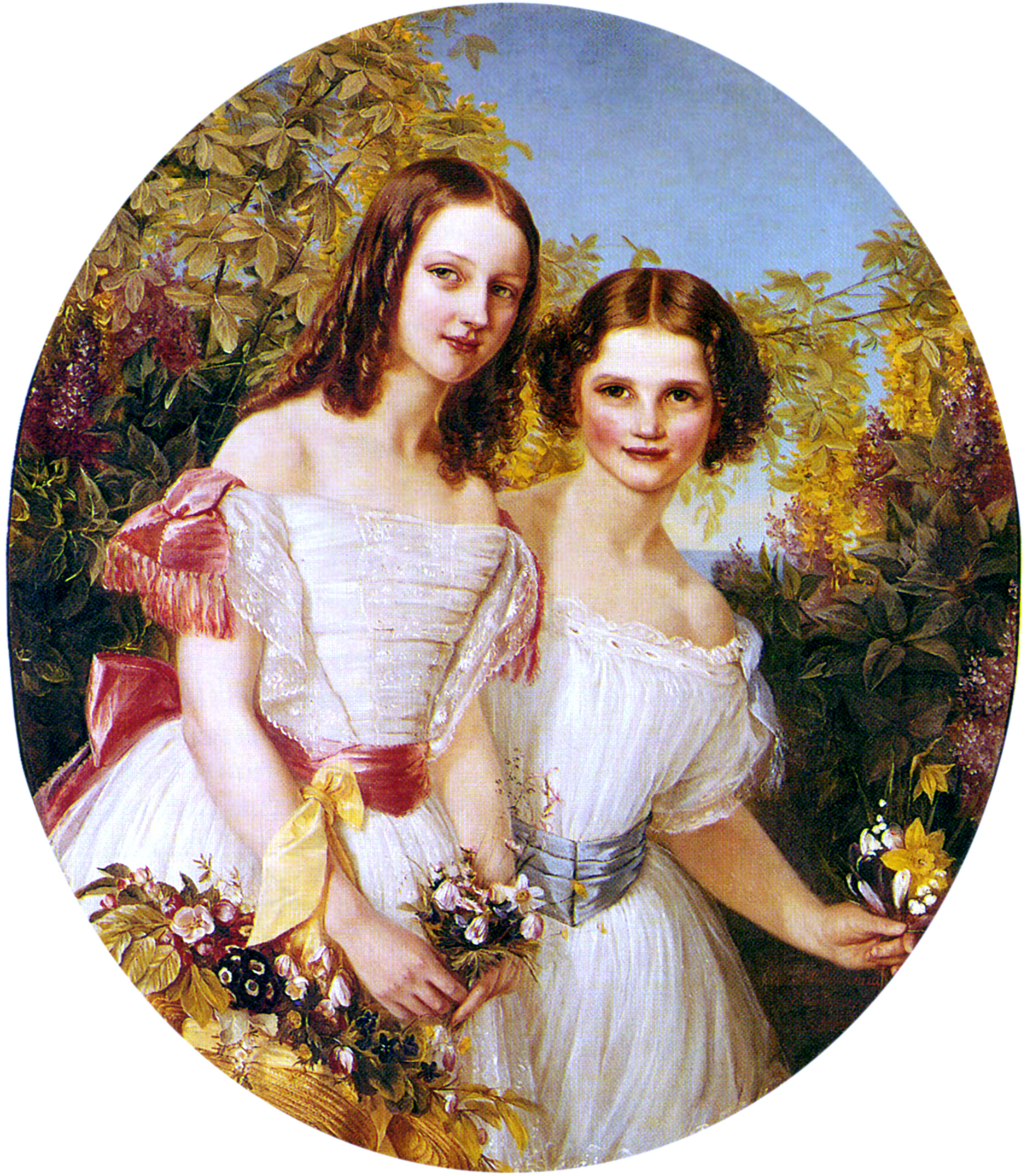
Elisabeth Jerichau-Baumann: Prinzessinnen Alexandra und Dagmar von Dänemark, 1856

Kongernes Samling (Königliche Sammlung) Amalienborg, Kopenhagen:
- Prinz Frederik, 1852
- Die Prinzessinnen Alexandra und Dagmar, 1856
- Prinzessin Alexandra von Dänemark (später Königin Alexandra, 1844–1925), 1861, Öl/Lwd/auf Holz aufgezogen, 62 × 54,8 cm[12]
- Königin Louise, 1881 Öl/Lwd., 238 × 214 cm

Det Nationalhistoriske Museum Frederiksborg:
- Selbstbildnis, Hüftbild, 1846, 85.5 × 55 cm
- Peter Martin Orla Lehmann, Minister (1910-1870), 1848; 61 × 50 cm
- Jørgen Hansen Koch, Architekt (1787–1860), Kniestück, 1850; 99 × 67 cm
- Meïr Aron Goldschmidt, Verleger, Schriftsteller (1819–1887), 1851; 46 × 39 cm.
- Theophilos Edvard Hansen, Architekt (1813–1891), Halbfigur, 15 × 12 cm
- Jens Adolf Jerichau, Bildhauer (1816–1883), Profil, 45 × 42 cm
- Nathaniel Wallich, Botaniker (1786–1854); Halbfigur, 68 × 57 cm
- William Christopher Zeise, Chemiker (1789–1847)

Göteborgs konstmuseum:
- Der armenische Bischof Odoardo (1619–1705), 78 × 62 cm, vor 1881

Statens Museum for Kunst, Kopenhagen:
- Jens Adolf Jerichau, Bildhauer, 142 × 95 cm; signiert: Elisabeth Jerichau Baumann Hamburg 1846, ausgestellt: Wien, Kunstausstellung der Weltausstellung 1873[13]
- Emma Kraft, Schriftstellerin, 119 × 85,5 cm, 1867;[14] unbezeichner

## Ausstellungen (Auswahl)
- 1867: Weltausstellung, Paris
- 1868: Akademie der Künste, Berlin
- 1878: Weltausstellung, Paris
- 1881: Exposition Nationale des Beaux-Arts, Mailand

## Auszeichnungen
- Kleine Goldmedaille, Berlin 1868 (Der verwundete Soldat, Britannia)
- Großer Preis Amsterdam 1886

## Schriften
- Ungdomserindringer (Jugenderinnerungen). Kopenhagen: Woldikes, 1874
- Til Erindring om Harald Jerichau (Zur Erinnerung an Harald Jerichau), Kopenhagen 1879
- Brogede rejsebilleder (Bunte Reisebilder), 1881